# 马友仙
马友仙（1944年—），女，陕西咸阳人，中国秦腔表演艺术家，陕西省戏曲研究院一级演员，中国戏剧家协会会员，第七、八届全国政协委员。代表剧目有《窦娥冤》、《白蛇传》、《谢瑶环》、《洪湖赤卫队》等。